# Symplocos pubescens
Symplocos pubescens är en tvåhjärtbladig växtart som beskrevs av Johann Friedrich Klotzsch och George Bentham. Symplocos pubescens ingår i släktet Symplocos och familjen Symplocaceae. Inga underarter finns listade i Catalogue of Life.